# Desenvolupament floral

Diagrama de l'expressió diferencial dels gens A, B i C en els diferents verticils d'una flor dArabidopsis.

El desenvolupament floral o desenvolupament de la flor és el procés pel qual les plantes angiospermes produeixen un patró d'expressió genètica característic en un meristema que condueix a l'aparició d'un òrgan orientat a la reproducció sexual, la flor. Per a fer això, han de produir-se tres esdeveniments fisiològics: el primer, la transició de la planta immadura sexualment fins a l'estat madur (és a dir, la transició cap a la floració); el segon, la transformació del destí del meristema apical de la tija cap a un meristema de flor o inflorescència; i, finalment, l'arquitectura dels distints òrgans de la flor. Respecte d'aquest darrer pas, s'ha descrit un model, conegut com a model ABC, que intenta explicar des de la perspectiva de la genètica molecular i genètica del desenvolupament la base biològica d'aquest procés.
Perquè s'iniciï la diferenciació cel·lular del meristema cap a una flor cal l'existència d'un estímul exogen que activi la divisió mitòtica del meristema, especialment en els seus laterals, on es generen els nous primordis. A més els esmentats meristemes, motivats per aquest estímul, segueixen una pauta de biologia del desenvolupament que porta a generar meristemes florals i no pas meristemes apicals de la tija; la principal diferència amb aquests, a més de l'evident disparitat en l'òrgan objectiu, és la filotàxia verticilada, és a dir, l'absència d'elongació de la tija entre els successius verticils del primordi. Els verticils esmentats, seguint un desenvolupament acropètal, donen lloc als sèpals, pètals, estams i carpels. A més una altra diferència amb els meristemes vegetatius axil·lars és que el floral està «determinat», cosa que significa que, una vegada diferenciades, les seves cèl·lules no es dividiran més.
La identitat dels òrgans presents en el quatre verticils florals és conseqüència de la interacció de com a mínim tres tipus de productes gènics de funcions diferents. Segons el model ABC, les funcions A i C, calen respectivament, per a determinar la identitat dels verticils del periant i dels verticils reproductius. Ambdues funcions serien excloents, i, l'absència d'una d'elles, provocaria que l'altra funció passés a determinar la identitat de tots els verticils de la flor. L'existència de la funció B permetria diferenciar la identitat de pètals de la identitat de sèpals en el verticil segon, així com la identitat dels estams de la identitat de carpels en el tercer verticil.
El concepte de flor d'acord amb la teoria foliar, que suggerix que totes les peces florals són fulles estructuralment modificades i funcionalment especialitzades en la reproducció o la protecció, ja va ser formulat al segle xviii, el 1790 quan Goethe publicà la seva obra "Un intent per interpretar la metamorfosi de les plantes" ("Versuch die Metamorphose der Pflanzen zu erklaren").

## Transició floral
La transició des de la fase vegetativa cap a una fase reproductiva suposa un canvi dràstic en el cicle vital d'una planta. El salt es caracteritza per la inducció i desenvolupament d'un meristema de la inflorescència, que generarà conjunts de flors, o d'una flor, en el cas que aquestes siguin solitàries. El canvi morfogenètic té elements endògens com exògens: per exemple, hi ha requisits del nombre de fulles o de biomassa total, per a iniciar el procés, però també s'exigeixen determinades condicions mediambientals, com pot ser un fotoperíode característic. Evidentment, els reguladors vegetals, les fitohormones, intervenen en el procés destacant-se el paper de les giberel·lines.
Hi ha moltes rutes de transducció de senyals que modulen la biologia molecular del procés. No obstant, s'ha de destacar, en la planta model Arabidopsis thaliana, el paper dels següents tres gens: FLOWERING LOCUS T (FT), LEAFY (LFY), SUPPRESOR OF OVEREXPRESSION OF CONSTANS1 (SOC1, també anomenat AGAMOUS-LIKE20). Aquests gens tenen funcions tant comunes com independents en la transició floral. SOC1 és un gen tipus MADS-box, i integra les respostes enfront del fotoperíode i la, vernalització i giberel·lines.

## Formació del meristema floral o de la inflorescència
Es defineix meristema com aquell teixit o grup de teixits d'una planta que contenen cèl·lules mare, indiferenciades per tant, capaces de donar lloc a qualsevol tipus de teixit. El seu desenvolupament i manteniment està regit per circuits de control genètic del destí cel·lular. D'aquesta manera diversos gens regulen, per exemple, el manteniment del caràcter de cèl·lula mare (gen WUSCHEL o WUS), si bé altres actuen mitjançant retroalimentació negativa inhibint aital caràcter (gen CLAVATA o CLV); ambdós, d'aquesta manera, donen lloc a una retroalimentació que proporciona, junt amb altres elements, gran fortalesa al sistema. Junt a WUS intervé un altre gen, SHOOTMERISTEMLESS (STM), que reprimeix la diferenciació en el propi domus meristemàtic, inhibint la possible diferenciació de les cèl·lules mare però permetent la seva divisió cel·lular en cèl·lules filles que sí que se diferenciaran, donant lloc als diferents òrgans.

## Arquitectura de la flor

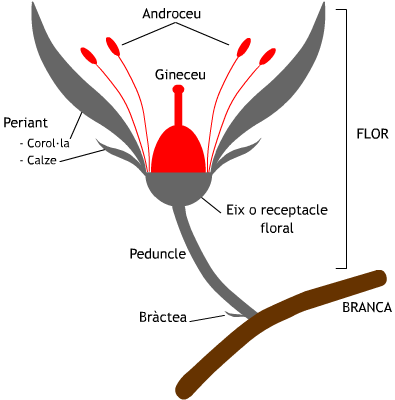
Anatomia de la flor.

L'anatomia de la flor, definida per la presència d'una sèrie d'òrgans (sèpals, pètals, estams, carpels) situats segons una determinada pauta, permet a les fanerògames la reproducció sexual. Aital estructura emana de l'activitat de tres classes de gens que regulen el desenvolupament floral: els gens d'identitat de meristema, els gens d'identitat d'òrgan floral i els gens cadastrals.
- Gens d'identitat de meristema. Codifiquen per a factors de transcripció necessaris per iniciar la inducció dels gens d'identitat. Són reguladors positius de la identitat de l'òrgan durant el desenvolupament floral.
- Gens d'identitat d'òrgan. Controlen directament la identitat d'òrgan. Codifiquen també per a factors de transcripció que controlen l'expressió d'altres gens implicats en la formació o funció dels diferents òrgans de les flors.
- Gens cadastrals. Són aquells que actuen com reguladors espacials de l'activitat dels gens d'identitat d'òrgan, donant lloc a fronteres en la seva expressió. D'aquesta manera es controla la interferència o no entre gens que no han d'intervenir en el mateix lloc i moment.

### Textos generals
- Soltis DE, Soltis PS, Leebens-Mack J, eds. Advances in botanical research: Developmental genetics of the flower 2006New York, NY: Academic Press ISBN 978-0-12-005944-7
- Wolpert

Lewis
Beddington, R.; Jessell, T.; Lawrence, P.; Meyerowitz, E. y Smith, W.
Principles of Development
2002
Oxford University Press
Oxford
ISBN 0-19-879291-3